# Cumberland—Colchester
Circonscription électorale fédérale du Canada
Cumberland—Colchester (précédemment connue sous le nom de Cumberland—Colchester-Nord, Cumberland—Colchester, Nova-Nord et Cumberland—Colchester—Musquodoboit Valley) est une circonscription électorale fédérale canadienne dans la province de la Nouvelle-Écosse.
Elle comprend l'isthme de Chignectou qui relie la Nouvelle-Écosse au Nouveau-Brunswick (comtés de Cumberland et Colchester) ainsi que la vallée Musquodoboit dans la municipalité régionale d'Halifax.
Les circonscriptions limitrophes sont Nova-Centre, Sackville—Eastern Shore, Kings—Hants et Beauséjour.

## Historique
La circonscription de Cumberland—Colchester-Nord a été créée en 1966 à partir de Cumberland et de Colchester—Hants. En 1976, l'ensemble du comté de Colchester fut associé à la circonscription qui prit alors le nom de Cumberland—Colchester.
Cumberland—Colchester fut abolie en 2003 et fusionnée à la nouvelle circonscription de Nova-Nord. Elle fut renommée Cumberland—Colchester—Musquodoboit Valley en 2004. Le nom Cumberland—Colchester réapparu en 2013.

## Députés
| Législature                                                        | Années        | Député      | Député          | Parti                     |
| ------------------------------------------------------------------ | ------------- | ----------- | --------------- | ------------------------- |
| Cumberland—Colchester-Nord issue de Cumberland et Colchester—Hants |               |             |                 |                           |
| 28e                                                                | 1968–1972     |             | Robert Coates   | Progressiste-conservateur |
| 29e                                                                | 1972–1974     |             | Robert Coates   | Progressiste-conservateur |
| 30e                                                                | 1974–1979     |             | Robert Coates   | Progressiste-conservateur |
| Cumberland—Colchester                                              |               |             |                 |                           |
| 31e                                                                | 1979–1980     |             | Robert Coates   | Progressiste-conservateur |
| 32e                                                                | 1980–1984     |             | Robert Coates   | Progressiste-conservateur |
| 33e                                                                | 1984–1988     |             | Robert Coates   | Progressiste-conservateur |
| 34e                                                                | 1988–1993     | Bill Casey  |                 | Progressiste-conservateur |
| 35e                                                                | 1993–1997     |             | Dianne Brushett | Libéral                   |
| 36e                                                                | 1997–2000     |             | Bill Casey (2)  | Progressiste-conservateur |
| 37e                                                                | 2000–2003     |             | Bill Casey (2)  | Progressiste-conservateur |
| 37e                                                                | 2003-2004     |             | Bill Casey (2)  | Conservateur              |
| Nova-Nord                                                          |               |             |                 |                           |
| 38e                                                                | 2004–2006     |             | Bill Casey (2)  | Conservateur              |
| Cumberland—Colchester—Musquodoboit Valley                          |               |             |                 |                           |
| 39e                                                                | 2006–2007     |             | Bill Casey (2)  | Conservateur              |
| 39e                                                                | 2007-2008     |             | Bill Casey (2)  | Indépendant               |
| 40e                                                                | 2008–2009     |             | Bill Casey (2)  | Indépendant               |
| 40e                                                                | 2009-2011     |             | Scott Armstrong | Conservateur              |
| 41e                                                                | 2011–2015     |             | Scott Armstrong | Conservateur              |
| Cumberland—Colchester                                              |               |             |                 |                           |
| 42e                                                                | 2015–2019     |             | Bill Casey (3)  | Libéral                   |
| 43e                                                                | 2019–2021     | Lenore Zann |                 | Libéral                   |
| 44e                                                                | 2021–2025     |             | Stephen Ellis   | Conservateur              |
| 45e                                                                | 2025–en cours |             | Alana Hirtle    | Libérale                  |

## Résultats électoraux
Modèle:Élection générale canadienne de 2025 — Cumberland—Colchester
|       | Candidat              | Parti        | # de voix | % des voix |
|       | (X) Scott Armstrong   | Conservateur | +12 257,  | 26,36 %    |
|       | Bill Casey            | Libéral      | +29 527,  | 63,51 %    |
|       | Wendy Robinson        | NPD          | +02 810,  | 6,04 %     |
|       | Jason Matthew Blanch  | Vert         | +01 650,  | 3,55 %     |
|       | Kenneth Jackson       | Indépendant  | +00179,   | 0,39 %     |
|       | Richard Trueman Plett | Indépendant  | +00070,   | 0,15 %     |
| Total | Total                 | Total        | 46 493    | 100 %      |

|       | Candidat        | Parti        | # de voix | % des voix |
|       | Scott Armstrong | Conservateur | +21 041,  | 52,46 %    |
|       | Jim Burrows     | Libéral      | +07 264,  | 18,11 %    |
|       | Wendy Robinson  | NPD          | +09 322,  | 23,24 %    |
|       | Jason Blanch    | Vert         | +02 109,  | 5,26 %     |
|       | Jim Hnatiuk     | Héritage     | +00375,   | 0,93 %     |
| Total | Total           | Total        | 40 111    | 100 %      |

|       | Candidat        | Parti        | # de voix | % des voix |
|       | Joel E. Bernard | Conservateur | +03 493,  | 8,83 %     |
|       | Tracy Parsons   | Libéral      | +03 344,  | 8,45 %     |
|       | Karen Olsson    | NPD          | +04 874,  | 12,32 %    |
|       | (x) Bill Casey  | Indépendant  | +27 303,  | 69,01 %    |
|       | Rick Simpson    | Indépendant  | +00550,   | 1,39 %     |
| Total | Total           | Total        | 39 564    | 100 %      |